# لیتیم کربنات
لیتیم کربنات (به انگلیسی: Lithium carbonate)
رده درمانی: داروهای تثبیت کننده خلق
اشکال دارویی: قرص

## موارد مصرف

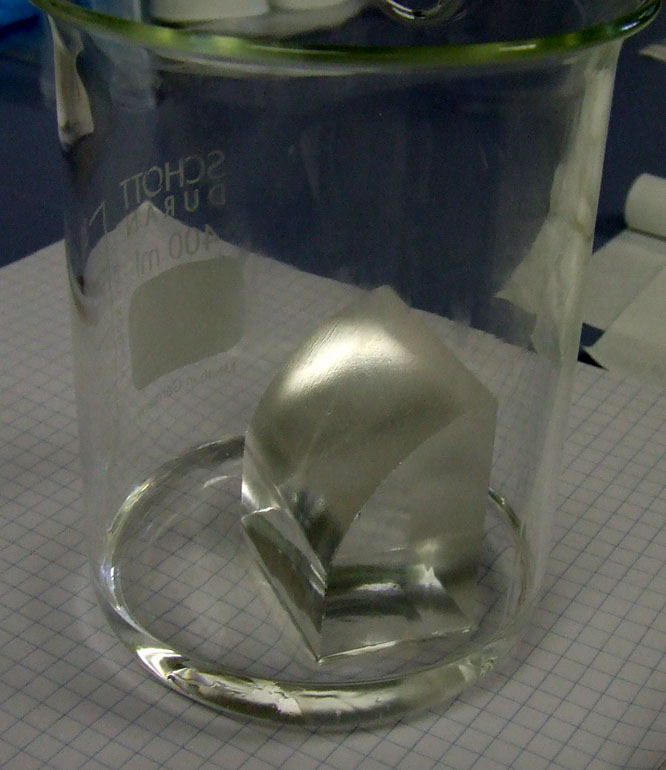
لیتیم کربنات

لیتیم کربنات برای درمان بیماری دوقطبی، روان‌پریشی و پروفیلاکسی در مانیا به کار می‌رود. اختلال دوقطبی اختلال شایعی است و از بزرگترین موانع برای سیستم بهداشتی است که می‌تواند بار مالی زیادی بر جوامع وارد کند.در سال ۱۸۴۳، کربنات لیتیم به عنوان یک حلال جدید برای سنگ در مثانه مورد استفاده قرار گرفت. در سال ۱۸۵۹، برخی از پزشکان برای تعدادی از بیماری‌ها از جمله نقرس، محاسبات ادراری، روماتیسم، شیدایی، افسردگی و سردرد، درمانی را با نمک لیتیم توصیه کردند. در سال ۱۹۴۸،  جان کید اثر ضد میکروبی یونهای لیتیم را کشف کرد. این یافته باعث شد لیتیم، به ویژه لیتیم کربنات، برای درمان شیدایی و افسردگی و اقدام به خودکشی مرتبط با اختلال دو قطبی استفاده شود. کربنات لیتیم برای درمان شیدایی، افکار خودکشی و افسردگی (تنها مرتبط به اختلال دوقطبی مورد استفاده قرار گیرد. به تازگی توسط محققان علوم پزشکی در انگلیس تحقیقی صورت گرفته که نشان می دهد لیتیم در پیشگیری از سرطان روده موثر است؛ این متخصصان معتقدند که داروی لیتیم می‌تواند به سلامت سلول‌های بنیادی در دستگاه هاضمه کمک کرده و آن‌ها را در مقابل اثرات سوء جهش‌های سلولی که عامل سرطان هستند، مقاوم کند.

## درمان افسردگی
لیتیم کربنات در بیش از ۳۰۰ پژوهش به عنوان یک درمان موثر برای افسردگی دوقطبی واقع شده و از سابقه بالینی بسیار بالایی برخوردار است. در این پژوهش ها نشان داده شد که لیتیم کربنات به طور قابل توجهی میل به خودکشی و افکار خودکشی را سرکوب میکند. از آنجا که افراد مبتلا به افسردگی بالینی و اختلالات خلقی مانند اختلال دوقطبی یا سیکلوتایمیا هستند، ۳۰ برابر بیشتر در معرض خودکشی قرار دارند؛ یافته های این پژوهش قابل توجه است.

## مکانیسم اثر
یون‌های لیتیم با فرایندهای انتقال یون تداخل دارند (رجوع کنید به " پمپ سدیم ") که پیام‌های منتقل شده به سلول‌های مغز را انتقال داده و تقویت می‌کنند. شیدایی با افزایش نامنظم فعالیت پروتئین کیناز C (PKC) در مغز همراه است. کربنات لیتیم و سدیم والپروات، دارویی دیگر که به‌طور سنتی برای درمان این اختلال مورد استفاده قرار می‌گیرد، با مهار فعالیت PKC در مغز عمل می‌کند و به تولید ترکیبات دیگری که باعث مهار PKC می‌شوند نیز کمک می‌کند. خواص کنترل خلقی کربنات لیتیم کاملاً درک نشده‌است.

## عوارض جانبی
در صورت بروز هر یک از علایم زیر، مصرف لیتیم را قطع کرده، با پزشکتان تماس بگیرید: غش، ضربان قلب تند، کند یا نامنظم؛ تکلم نامفهوم، بی‌اختیاری ادرار یا عدم کنترل ادرار، ضعف یا خستگی غیرمتعارف؛ افزایش وزن؛ سرگیجه؛ تهوع یا استفراغ؛ مشکلات بینایی یا چشم درد؛ کبودی و درد در انگشتان دست و پا؛ سردی بازوها و پاها؛ اسهال؛ خواب آلودگی؛ لرزش بدن؛ گیجی؛ تاری دید؛ تشنج؛ آکنه، تحریک پذیری، ورم آرنج و مچ دست، وزوز گوش، کاهش حس لامسه، طعم فلزی، خشکی دهان، اسهال، پرادراری، علائم کم‌کاری تیروئید و افزایش وزن برای بعضی‌ها افسردگی به وجود می‌آورد، تشنگی زیاد، بی‌تفاوتی نسبت به کارها، بی حالی شدید.صرف نمک لیتیم خطرات و عوارض جانبی دارد. استفاده گسترده از لیتیم برای درمان اختلالات مختلف روانی شناخته شده‌است که می‌تواند منجر به  دیابت نفروژنیک اکتسابی شود. مسمومیت با لیتیم می‌تواند بر سیستم عصبی مرکزی و سیستم کلیوی تأثیر بگذارد و می‌تواند کشنده باشد.